# The Autopsy
The Autopsy — перший міні-альбом американського репера C-Bo, виданий лейблом AWOL Records 19 травня 1994 р. Весь реліз спродюсували Майк Мослі та Сем Бостік. Платівка посіла 22-гу сходинку чарту Top R&B/Hip-Hop Albums і 19-те місце Top Heatseekers.
У записі міні-альбому взяли участь Pizzo, підписант лейблу AWOL Records, і дует Dual Committee, до складу якого увійшли Keak da Sneak та Agerman. Виконавчий продюсер: Барбара Шеннон. У 2003 West Coast Mafia Records, власний лейбл C-Bo, перевидав The Autopsy з бонус-треками.

## Список пісень
| #  | Назва                                                 | Тривалість |
| -- | ----------------------------------------------------- | ---------- |
| 1. | «The Autopsy»                                         | 5:20       |
| 2. | «Murder Man» (з участю Dual Committee)                | 4:27       |
| 3. | «America's Nightmare»                                 | 4:42       |
| 4. | «Groovin' on a Sunday»                                | 4:33       |
| 5. | «Stompin' in My Steel Toes» (з участю Dual Committee) | 5:13       |
| 6. | «Ghetto Flight» (з участю Pizzo)                      | 4:19       |

### Бонус-треки перевидання 2003 р.
| #  | Назва                                   | Тривалість |
| -- | --------------------------------------- | ---------- |
| 7. | «Until We Blow» (з участю Fed-X та 151) | 3:40       |
| 8. | «Boy to a Man» (з участю Mississippi)   | 4:04       |

## Чартові позиції
| Чарт (1994)               | Найвища позиція |
| ------------------------- | --------------- |
| US Top Heatseekers        | 19              |
| US Top R&B/Hip-Hop Albums | 22              |